# Ginnasio romano
Il Ginnasio romano è un complesso monumentale di Siracusa,  probabilmente risalente alla seconda metà del I secolo d.C. ma erroneamente identificato come ginnasio che comprende un teatro, un quadriportico e un tempio.

## Descrizione

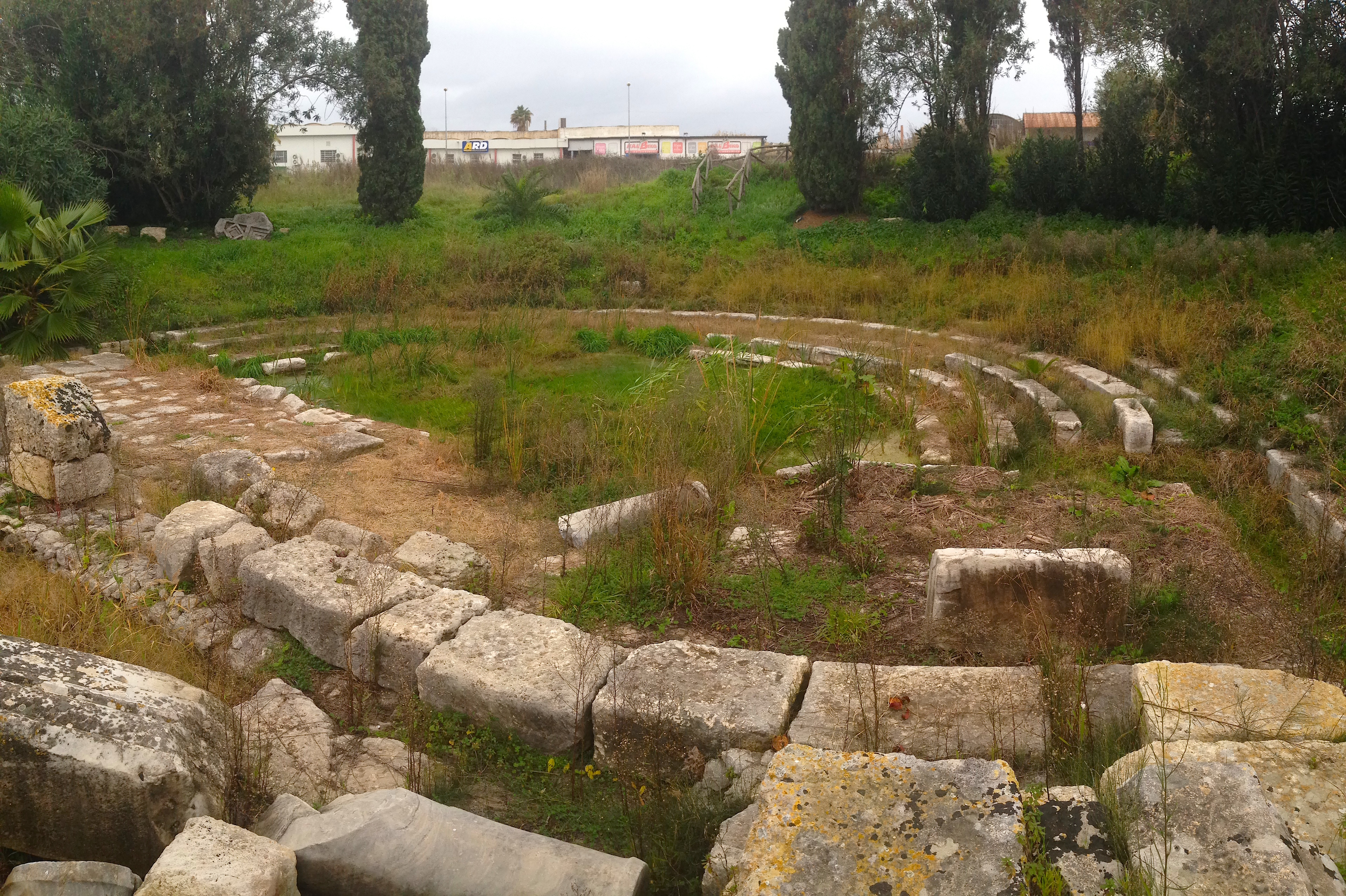
Piccolo teatro

L'edificio si trova non troppo distante dal foro siracusano e dalla via Elorina, facendo intuire la sua importanza. Venne scoperto nel 1864 dall'archeologo Francesco Saverio Cavallari in un'area paludosa e oggi invaso dalle acque per effetto della risalita del livello marino. Erroneamente venne definito come Bagno di Venere o Bagno di Diana.
Esso è racchiuso all'interno di un quadriportico (di circa 60 x 50 m), il cui piano è sopraelevato rispetto a quello del cortile e a cui si accede tramite una scala. Nell'ingresso principale al quadriportico sono ancora visibili tre basamenti di statue; mentre altre statue, sono state rinvenute durante le campagne di scavo, che rappresentano personaggi maschili togati e un'unica statua femminile riferibile all'età tardo-flavia oggi tutte conservate presso il Museo Archeologico Regionale Paolo Orsi. 
Al centro del lato occidentale vi è un piccolo tempio quadrato su podio di tipo italico di m 17,50 per lato, che conserva una delle due scalette laterali di accesso; all'interno del tempio, si apre un vano a volta, con un pozzo. Un secondo pozzo, e un altare, si trovano nell'area antistante al tempio e alle spalle di esso, si apre una cavea teatrale, con i gradini originariamente rivestiti in marmo.
Oltre il lato settentrionale del portico, corre, parallela una strada forse identificabile con un tratto della Via Elorina (Helorine odòs), che da Siracusa conduceva a Eloro.

## L'incerta identificazione dell'edificio
A tutt'oggi l'identificazione dell'uso dell'edificio non è certa. Qualche studioso ritiene essere un santuario dei culti orientali in onore di Serapide, dato che un passo di Cicerone che ne menziona l'esistenza. Ma anche per le caratteristiche proprie dell'edificio che sembra ricalcare l'Iseion di Pompei, tempio dedicato ai culti orientali.
(Cicerone, In Verrem II 2 - 160)
Ma è interessante riscontrare anche la presenza di statue di magistrati romani (ritrovati durante lo scavo del Cavallari e oggi al Museo Paolo Orsi), il che sembrerebbe confermare l'identificazione proposta. Inoltre esiste una dedica di età repubblicana, che menziona di un cittadino romano di nome Papinio, che aveva restaurato a sue spese un edificio che sembra essere proprio il Serapeo.

## Galleria d'immagini

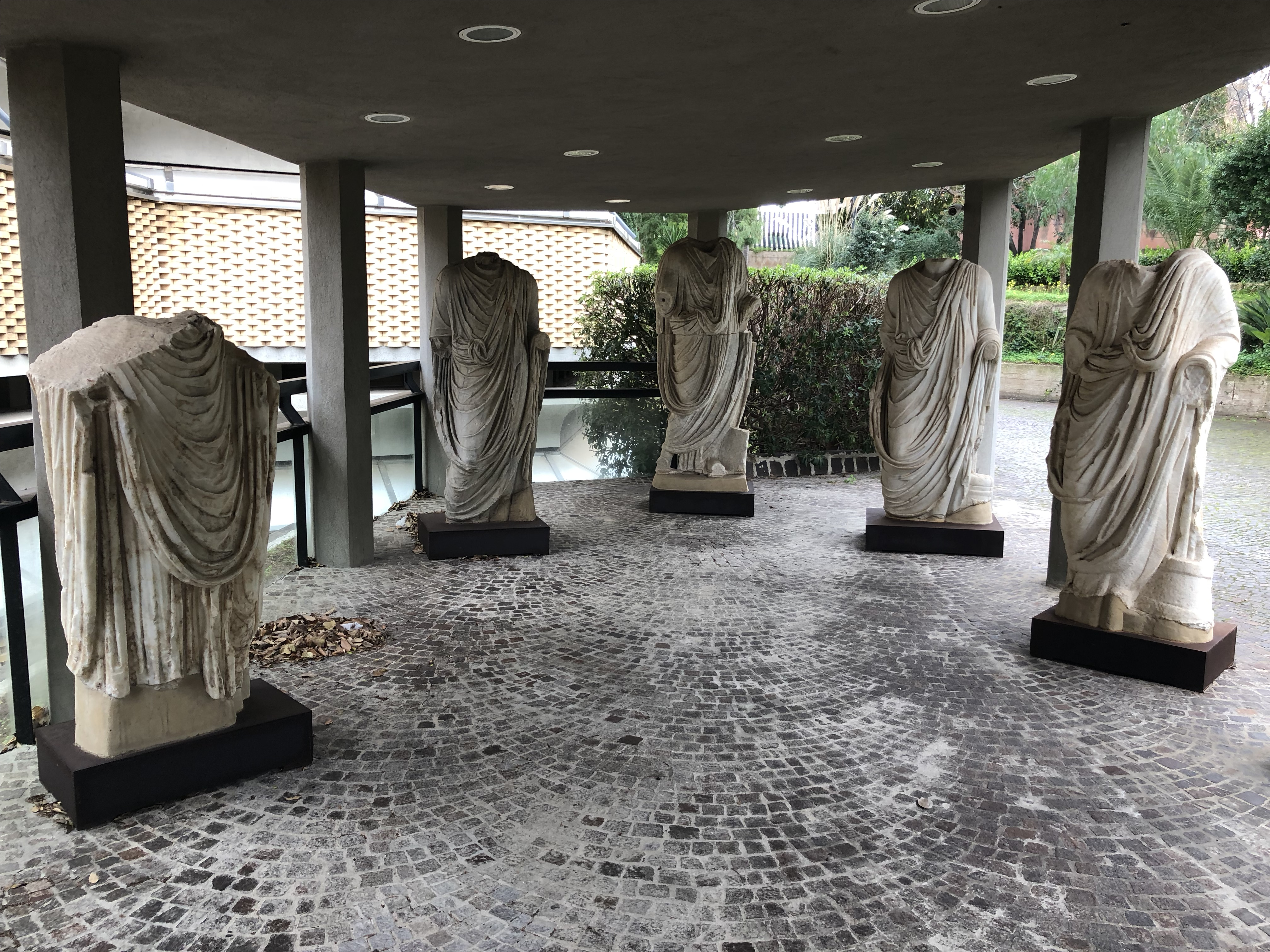
Statue di Togati rinvenute nel 1864
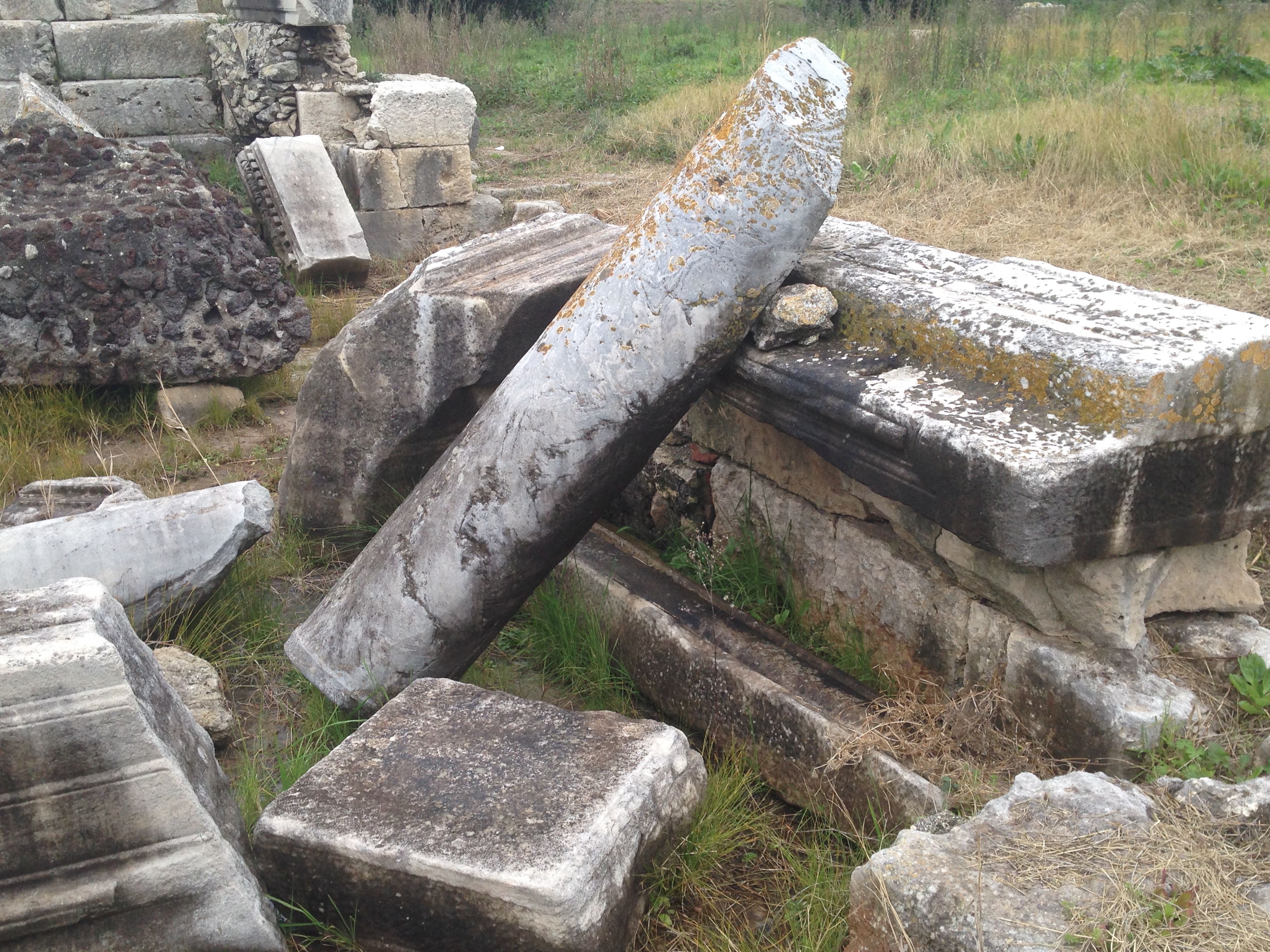
Fusto di colonna, modanature e resti del tempio
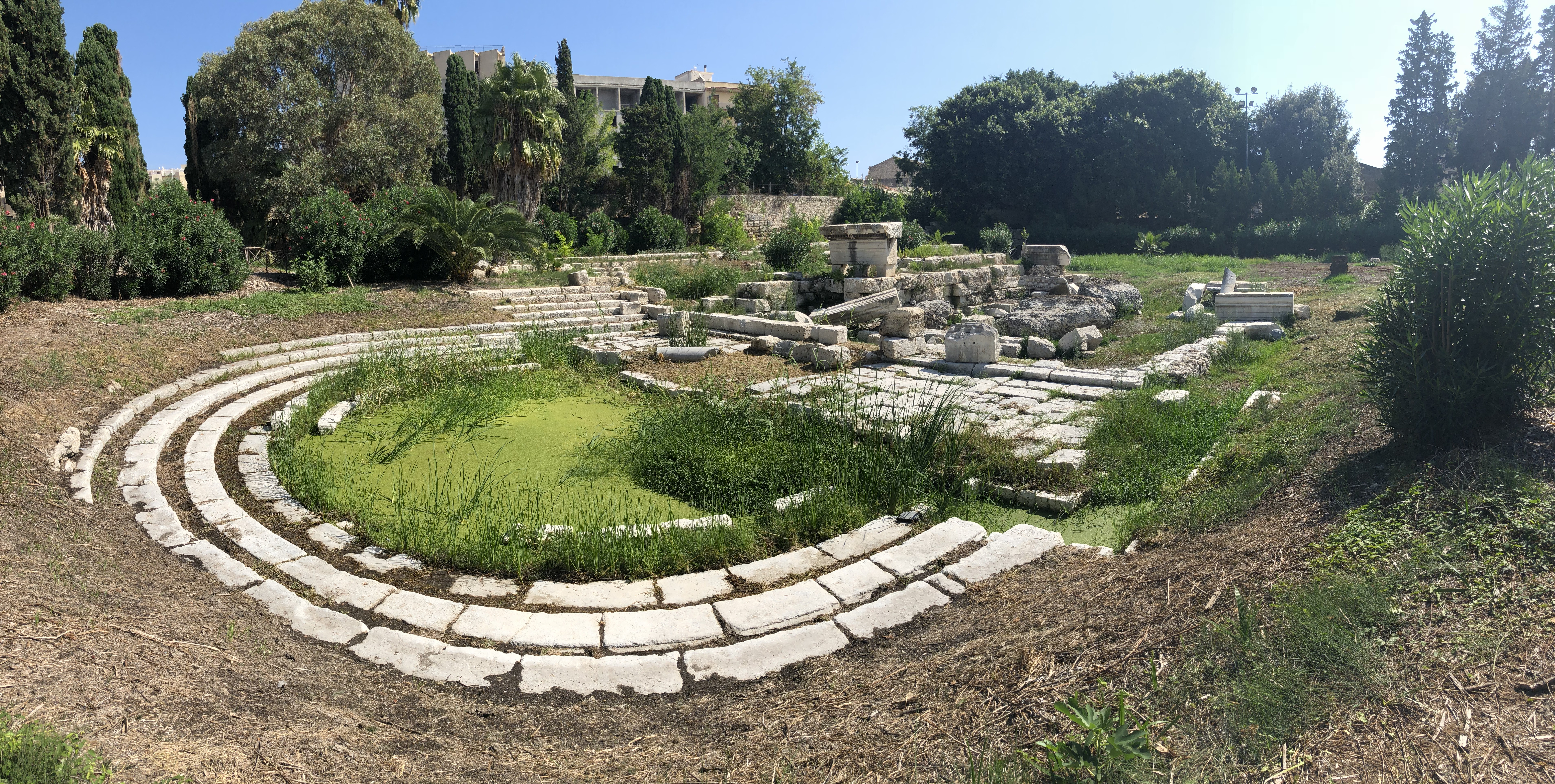
Cavea del ginnasio